# Гуэлфский университет
Гуэлфский университет (англ. University of Guelph) — канадское высшее учебное заведение, расположенное в городе Гуэлф (провинция Онтарио). Университет, предшественниками которого были Онтарийский сельскохозяйственный колледж и Онтарийский ветеринарный колледж, официально основан в 1964 году. Во втором десятилетии XXI века в состав Гуэлфского университета входят семь академических колледжей и ряд профессиональных школ, в которых обучается более 26 тысяч студентов. Гуэлфский университет стоит на первом месте среди вузов Канады, не имеющих собственного медицинского факультета, по количеству денег, инвестируемых в исследовательскую работу; основная масса исследований ведётся в области сельского хозяйства и производства пищевых продуктов.

## История
В 1874 году правительство провинции Онтарио учредило Сельскохозяйственную школу Онтарио, отведя под её нужды сельскохозяйственные земли площадью 500 акров (около 200 га). В 1880 году школа была переименована в Сельскохозяйственный колледж Онтарио, а с 1888 года эта организация стала филиалом Торонтского университета. В 1903 году в рамках колледжа было создано отделение домашнего хозяйства — Институт Макдональда, получивший название в честь пожертвовавшего деньги на его учреждение филантропа Уильяма Кристофера Макдональда.
В 1862 году в Торонто ветеринаром Эндрю Смитом был открыт Ветеринарный колледж Онтарио. В 1919 году этот колледж также стал филиалом Торонтского университета, а в 1922 году был перебазирован в Гуэлф, разделив с Сельскохозяйственным колледжем Онтарио территорию одного кампуса. Сельскохозяйственный и ветеринарный колледжи существовали независимо друг от друга до 1964 года, когда они были объединены в Гуэлфский университет. Институт Макдональда был включён в его состав в качестве третьего независимого компонента; кроме того, к ним добавился открытый в том же году Веллингтон-колледж, предлагающий академические степени в области гуманитарных и точных наук. В 1969 году Веллингтон-колледж был разделён на три — гуманитарных наук, физики и общественных наук, а Институт Макдональда преобразован в.
За шесть десятилетий существования Гуэлфского университета в нём было подготовлено свыше 185 тысяч выпускников, проживающих более, чем в 160 странах.

## Структура
В состав Гуэлфского университета к началу XXI века входили шесть факультетов и академических колледжей:
- сельскохозяйственный
- ветеринарный
- инженерно-физический
- биологический
- гуманитарных наук
- общественных наук и прикладных наук о человеке (образован слиянием в 1998 году факультета общественных наук и факультета наук о семье и потребительской культуре).

В 2006 году к ним добавился колледж управления и экономики (с 2014 года — колледж бизнеса и экономики). Помимо этого, в состав Гуэлфского университета входят школы сельскохозяйственного планирования и развития, садово-парковой архитектуры, дополнительного сельскохозяйственного образования и управления гостиничным и пищевым бизнесом. Число студентов, получающих образование в Гуэлфском университете в рамках первой академической степени, составляет около 26 тысяч (из них 2,7 тысячи в заочном или вечернем режиме обучения); с учётом более высоких степеней общее число студентов университета приближается к 28 тысячам.
Университет располагает тремя кампусами, главный из которых расположен в Гуэлфе. Два других кампуса расположены в Торонто (на базе Хамбер-колледжа, предлагающего совместную четырёхлетнюю академическую программу с Гуэлфским университетом по семи специальностям, включая раннее развитие ребёнка и кинезиологию) и в Риджтауне (Онтарио). Территория главного кампуса превышает 4 км² и включает дендрарий площадью 330 акров (134 га), располагающий 40 коллекциями растений.

## Научная работа
Гуэлфский университет занимает первое место среди канадских вузов без собственных медицинских школ по объёму ассигнований на научные исследования. В год на исследовательскую работу в университете выделяется более чем по 190 тысяч долларов на каждого штатного члена исследовательско-преподавательского состава, или более 80 млн долларов в общей сложности. В 2012 году было сообщено, что в новом рейтинге «самых изобретательных канадских университетов», определяемом по таким параметрам как количество опубликованных изобретений на члена штата и на миллион долларов затрат на исследования, Гуэлфский университет занял первое место, по первому критерию вдвое превосходя средний результат по стране, а по второму опережая следующий вуз в списке на 50 %.
Значительная часть средств на исследования поступает в рамках сотрудничества университета с министерством сельского хозяйства и пищевой промышленности Онтарио (англ. Ontario Ministry of Agriculture, Food and Rural Affairs, OMAFRA). Учёные Гуэлфского университета завоевали высокую репутацию в таких областях, как производство пищевых продуктов, ветеринария, диетотерапия, планирование семьи, экология, развитие и планирование сельского хозяйства, а также шотландская история и театр. Совместно с Университетом Уотерлу ведутся исследования в области физики, химии, биотехнологий и психологии, с Университетом Макмастера — в области философии, общественной политики и управления, а с Университетом Уилфрида Лорье — в области истории. Несколько исследовательских институтов и лабораторий, ранее входивших в структуру Гуэлфского университета, в настоящее время работают самостоятельно, но в тесном контакте с ним; в их числе Канадский центр токсикологии, Гуэлфский центр пищевых технологий, Институт ихтиологии, Гуэлфский институт дерна, Центр Джорджа Морриса и Центр семейной терапии. Среди сотрудников гуманитарной секции университета — писательница, офицер Ордена Канады Джейн Уркухарт и преподающий театральное искусство драматург и актёр Скай Джилберт.

## Репутация
Благодаря значительным ассигнованиям на научную работу Гуэлфский университет занимает высокие места в ежегодном рейтинге канадских исследовательских вузов, составляемом журналом Maclean's; так, в рейтинге 2016 года Гуэлфский университет занял четвёртое место, а за год до этого — пятое. В голосовании студентов Гуэлфский университет занял второе место в Канаде. В подготовленном газетой Globe and Mail обзоре канадских вузов Гуэлфский университет попал в первую тройку среди университетов среднего размера (с ежегодным набором от 10 до 22 тысяч студентов) по 15 из 19 показателей, в пяти из них заняв первое место.
В международных рейтингах вузов Гуэлфский университет в 2016 году занимал места в четвёртой сотне согласно Шанхайскому рейтингу университетов мира (14—16-е место по Канаде) и в диапазоне 351—400 мест согласно газете Times.